# Gare de Casamozza
Gare de Casamozza vasútállomás Franciaországban, Lucciana településen.

## Vasútvonalak
Az állomást az alábbi vasútvonalak érintik:
- Bastia-Ajaccio-vasútvonal
- East corsican coast railway

## Kapcsolódó állomások
A vasútállomáshoz az alábbi állomások vannak a legközelebb:
- Gare de Lucciana
- Gare de Barchetta